# Liga Esperancina de Fútbol
La Liga Esperancina de Fútbol, conocida también por sus siglas LEF, es una liga regional de fútbol de Argentina que organiza la competencia oficial de fútbol en la ciudad de Esperanza y sus alrededores, reuniendo a clubes de los departamentos Las Colonias, La Capital y San Jerónimo. Su sede actual se encuentra en la calle Federico Meiners 1467.
A nivel nacional, los clubes afiliados tienen la posibilidad de solicitar una licencia deportiva y participar del Torneo Regional Federal Amateur. Desde el año 2016, al igual que en las otras ligas regionales de la provincia de Santa Fe, los mejores equipos de la temporada clasifican a la Copa Santa Fe mientras que el resto de los clubes pueden obtener cupos para disputar la Copa Federación.

## Fundación

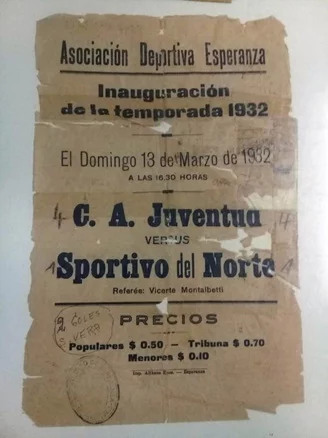
Cartel promocional del partido entre Juventud de Esperanza y Sportivo del Norte por la primera edición de la liga.

La Liga Esperancina de Fútbol fue fundada el 29 de febrero de 1932 por Bartolomé Mitre, San Lorenzo y Unión, tres clubes oriundos de la ciudad de Esperanza que desde entonces revisten el carácter de «socios fundadores» junto con Juventud. En su temporada inaugural, también se les incorporó Sportivo del Norte, equipo que se consagraría como el primer campeón de la liga y al que posteriormente le seguirían otras instituciones de las localidades cercanas.

Acta de fundación de la Liga Esperancina de Fútbol
En la ciudad de Esperanza, provincia de Santa Fe, a los 29 días del mes de febrero del año 1932, se reúnen en el «Bar Splendiani» con objeto de fundar la «Liga Esperancina de Foot-Ball», los señores Walter Depetris y Ernesto Pruvost, por el club Unión; los señores Honorio Suárez y Benito Solís, por el club San Lorenzo; y los señores Juan Pavanni y Pedro Lozano, por el club Mitre. Previo a un cambio de ideas se nombra la comisión directiva provisoria en la siguiente forma:
Presidente: Walter Depretris;
Vicepresidente: Honorio J. Suárez;
Secretario: Benito Solís;
Prosecretario: Pedro Lozano;
Tesorero: Juan Pavanni;
Protesorero: Ernesto Pruvost;
Como revisadores de cuentas designaron uno cada club fundador.  
Esta comisión directiva durara hasta el 31 de diciembre del corriente año. Después se resuelve dejar constancia en esta acta de las bases que dieron motivo a la creación de esta liga, bases que fueron ya aprobadas por las comisiones directivas de los tres clubes con fecha 26 del corriente mes en curso, y que son las siguientes: 
- Los partidos de Primera División y combinados se jugarán en la cancha del club Unión. El club Unión percibirá el 10% de las entradas para amortización de instalaciones. El 90% restante, deducidos los gastos del espectáculo, se repartirá por partes iguales entre las tres instituciones. Se realizarán tres partidos de beneficio exclusivo para cada club en el año, pagando todos los socios de los clubes su correspondiente entrada. En los partidos de beneficio, el club Unión no percibirá el 10% de la entrada. En los partidos de combinados, los jugadores clasificados de Primera División de las tres entidades tendrían libre acceso al fiel. Se respetarán mutuamente para la temporada próxima a iniciarse los jugadores de estas tres entidades creadoras de la «Liga Esperancina». Los socios del club Unión tendrán libre acceso a la cancha a todos los espectáculos a excepción de los partidos de beneficio. Los gastos de conservación y demarcación del campo correrán por cuenta del club Unión, no así los gastos de material para la marcación en los partidos de beneficio. En los partidos de campeonato los clubes que sean locales tendrán entrada libre para sus socios. Se conviene en no dar participación en estas tramitaciones preliminares a otras personas o representantes de otros clubes.
- Se deja expresamente establecido que esta comisión una vez terminado su periodo entregara la Presidencia de la liga al club que se clasifique campeón de Primera División; la Secretaría al que ocupe el segundo puesto y la Tesorería al que ocupe el tercero, siempre que sean de los clubes fundadores. Se deja constancia que si otras instituciones locales desearan participar en los torneos a organizarse les será concedido siempre que sea resuelto por unanimidad.
- Autorizase a la Presidencia para la compra de tres libros, un sello de goma y varios impresos con membrete de la «Liga Esperancina». Se fijan los días lunes para sesionar. Se abre un registro de jugadores. La firma del jugador en el libro de registro durara un año, salvo los que tengan contrato firmado con los clubes cuya duración del mismo respetara la «Liga Esperancina de Foot-Ball». Se resuelve no cobrar afiliación por el corriente año.
- Por unanimidad queda resuelto que el domingo 13 de marzo se juegue un torneo a beneficio total de la «Liga Esperancina» por un trofeo, invitándose a participar a varias instituciones de fuera de la localidad. Se designa a los señores Walter Depetris, Benito Solís y Juan Pavanni para que el miércoles próximo se trasladen a la ciudad de Santa Fe y concurran a la sesión de la «Liga Santafesina» solicitando al mismo tiempo afiliación para esta entidad.

No habiendo más asuntos que tratar y siendo las 22:30 horas, el señor presidente levanta la sesión firmando la presente acta con el secretario autorizante y demás representantes de los clubes fundadores.
Liga Esperancina de Foot-Ball. Esperanza. F.C.S.Fe.

## Sistema de disputa
El formato varía de acuerdo a la cantidad de equipos afiliados al inicio de la temporada, manteniendo como base la división de los equipos en dos zonas de las cuales clasifican un total de dieciséis equipos que se enfrentan en llaves de eliminación directa hasta consagrar al campeón. Actualmente el campeonato se divide en un Torneo Apertura y un Torneo Clausura que comparten el mismo sistema de disputa, sólo invirtiendo las localías de cada zona en el segundo torneo.
Durante años, existió una división inferior denominada «Primera División Promocional» en la que los clubes de menor jerarquía se enfrentaban entre sí. El motivo de la desaparición de esta segunda categoría fueron los elevados costos económicos que se debían afrontar para competir, sumado al fracaso del proyecto que buscaba dividir a los equipos afiliados en dos categorías bajo un formato similar a la Liga Santafesina de Fútbol. Si bien algunos lograron reintegrarse en ediciones posteriores de la liga, un número importante de los participantes del extinto Promocional permanecen desafiliados hasta el día de hoy. 

## Equipos afiliados
Los equipos de los clubes en la siguiente tabla participan en la temporada 2025.
Es importante señalar que no todos los clubes han mantenido su afiliación de manera ininterrumpida. Colón de San Justo y Sanjustino, que habían logrado quedarse con el campeonato en años anteriores, se desvincularon de la liga a mediados de los años 1950 para unirse a la Liga Santafesina de Fútbol. Argentino de San Carlos y Deportivo Nobleza de Recreo seguirían los mismos pasos en los años 1961 y 1991 respectivamente. Sin embargo, el club sancarlino finalmente retornaría a la LEF para la temporada 2023 debido a la creciente inseguridad en la LSF.
Por su parte, los equipos de Colón de Emilia y Estrellas de Talleres de Laguna Paiva tuvieron algunas participaciones en la LEF y actualmente compiten en la Liga Regional Paivense de Fútbol.
| Equipo                                       | Año de fundación | Localidad                  | Departamento | Provincia |
| -------------------------------------------- | ---------------- | -------------------------- | ------------ | --------- |
| Centro Recreativo y Deportivo Elisa          | 1931             | Elisa                      | Las Colonias | Santa Fe  |
| Club Atlético Bartolomé Mitre                | 1910             | Esperanza                  | Las Colonias | Santa Fe  |
| Club Atlético Defensores del Oeste           | 1953             | Esperanza                  | Las Colonias | Santa Fe  |
| Esperanza Fútbol Club                        | 2020             | Esperanza                  | Las Colonias | Santa Fe  |
| Asociación Deportiva Juventud                | 1918             | Esperanza                  | Las Colonias | Santa Fe  |
| San Lorenzo Foot-Ball Club                   | 1919             | Esperanza                  | Las Colonias | Santa Fe  |
| Sportivo del Norte Foot-Ball Club            | 1947             | Esperanza                  | Las Colonias | Santa Fe  |
| Club Atlético Unión                          | 1917             | Esperanza                  | Las Colonias | Santa Fe  |
| Tiro Federal Argentino de Felicia            | 2021             | Felicia                    | Las Colonias | Santa Fe  |
| Club Social y Deportivo Argentino            | 1957             | Franck                     | Las Colonias | Santa Fe  |
| Club Atlético Franck                         | 1923             | Franck                     | Las Colonias | Santa Fe  |
| Club Atlético Juventud Unida                 | 1936             | Humboldt                   | Las Colonias | Santa Fe  |
| Club Atlético Sarmiento                      | 1909             | Humboldt                   | Las Colonias | Santa Fe  |
| Club Atlético y Social Independiente         | 1959             | La Pelada                  | Las Colonias | Santa Fe  |
| Club Social y Deportivo Alumni               | 1926             | Laguna Paiva               | La Capital   | Santa Fe  |
| Club Atlético Juventud                       | 1937             | Laguna Paiva               | La Capital   | Santa Fe  |
| Club Atlético Argentino                      | 1944             | López                      | San Jerónimo | Santa Fe  |
| Club Atlético Boca                           | 1952             | Nelson                     | La Capital   | Santa Fe  |
| Foot-Ball Club Libertad                      | 1906             | Nelson                     | La Capital   | Santa Fe  |
| Club Atlético Pilar                          | 1906             | Pilar                      | Las Colonias | Santa Fe  |
| Club Atlético y Social San Martín            | 1917             | Progreso                   | Las Colonias | Santa Fe  |
| Club Atlético Belgrano                       | 1924             | Sa Pereira                 | Las Colonias | Santa Fe  |
| Club Atlético Argentino                      | 1917             | San Carlos Centro          | Las Colonias | Santa Fe  |
| Club Central San Carlos                      | 1926             | San Carlos Centro          | Las Colonias | Santa Fe  |
| Club Deportivo Unión Progresista             | 1921             | San Carlos Sud             | Las Colonias | Santa Fe  |
| Club Atlético Libertad                       | 1923             | San Jerónimo Norte         | Las Colonias | Santa Fe  |
| Santa Clara Foot-Ball Club                   | 1930             | Santa Clara de Buena Vista | Las Colonias | Santa Fe  |
| Centro Cultural y Recreativo Deportivo Unión | 1955             | Santo Domingo              | Las Colonias | Santa Fe  |
| Crecer Fútbol Club                           | 2015             | Santo Tomé                 | La Capital   | Santa Fe  |
| Club Domingo Faustino Sarmiento              | 1924             | Sarmiento                  | Las Colonias | Santa Fe  |

1. 1 2 3 4  Club afiliado que sólo participa en las divisiones inferiores de la Liga Esperancina de Fútbol.[9][10]

### Equipos desafiliados
Los siguientes clubes en algún momento han participado en la Liga Esperancina de Fútbol. Sin embargo, no compiten en la temporada actual.
| Equipo                           | Año de fundación | Localidad          | Departamento | Provincia |
| -------------------------------- | ---------------- | ------------------ | ------------ | --------- |
| Club Atlético Cavour             | 1921             | Colonia Cavour     | Las Colonias | Santa Fe  |
| Club Atlético Independiente      | 1938             | Colonia San José   | Las Colonias | Santa Fe  |
| Club Atlético Estrella Roja      | 1967             | Empalme San Carlos | Las Colonias | Santa Fe  |
| Club Atlético Felicia            | 1911             | Felicia            | Las Colonias | Santa Fe  |
| Foot-Ball Club Juventud Unida    | 1928             | Felicia            | Las Colonias | Santa Fe  |
| Club Barrio Norte                |                  | Franck             | Las Colonias | Santa Fe  |
| Club Deportivo Gessler           | 1975             | Gessler            | San Jerónimo | Santa Fe  |
| Club Deportivo Grütly            | 1933             | Grütly             | Las Colonias | Santa Fe  |
| Club Atlético Independiente      | 1939             | Las Tunas          | Las Colonias | Santa Fe  |
| Foot-Ball Club San Martín        | 1914             | Llambi Campbell    | La Capital   | Santa Fe  |
| Rigby Football Club              | 1927             | López              | San Jerónimo | Santa Fe  |
| Club Atlético Central Matilde    | 1936             | Matilde            | Las Colonias | Santa Fe  |
| Club Recreativo Juventud Moderna | 1910             | Nuevo Torino       | Las Colonias | Santa Fe  |
| Club Deportivo El Bochazo        | 1958             | Providencia        | Las Colonias | Santa Fe  |
| Club Sportivo Providencia        | 1924             | Providencia        | Las Colonias | Santa Fe  |
| Club Atlético Independiente      | 1938             | San Agustín        | Las Colonias | Santa Fe  |
| Agrupación de Fútbol Infantil    | 1992             | San Carlos Centro  | Las Colonias | Santa Fe  |
| Bochín Bochas Club               | 1940             | San Carlos Centro  | Las Colonias | Santa Fe  |
| Club Cervecería San Carlos       | 1933             | San Carlos Sud     | Las Colonias | Santa Fe  |
| Club Atlético Unión              | 1953             | Santa María Norte  | Las Colonias | Santa Fe  |

### Clásicos
| Denominación                  | Clubes                      | Clubes                    |
| Denominación                  | Equipo 1                    | Equipo 2                  |
| ----------------------------- | --------------------------- | ------------------------- |
| Clásico Juventud-San Lorenzo  | Juventud (Esperanza)        | San Lorenzo (Esperanza)   |
| Clásico del Barrio Norte      | Juventud (Esperanza)        | Sportivo del Norte        |
| Clásico del Barrio Sur        | Bartolomé Mitre (Esperanza) | Unión (Esperanza)         |
| Clásico de Felicia            | Atlético Felicia            | Juventud Unida (Felicia)  |
| Clásico de Franck             | Atlético Franck             | Argentino (Franck)        |
| Clásico de Humboldt           | Sarmiento (Humboldt)        | Juventud Unida (Humboldt) |
| Clásico de Laguna Paiva       | Alumni (Laguna Paiva)       | Juventud (Laguna Paiva)   |
| Clásico Argentino-Santa Clara | Argentino (López)           | Santa Clara               |
| Clásico de Nelson             | Boca (Nelson)               | Libertad (Nelson)         |
| Clásico San Martín-Unión      | San Martín (Progreso)       | Unión (Santo Domingo)     |
| Clásico Belgrano-Santa Clara  | Belgrano (Sa Pereira)       | Santa Clara               |
| Clásico Sancarlino            | Argentino (San Carlos)      | Central San Carlos        |
| Clásico Sancarlino            | Argentino (San Carlos)      | Unión Progresista         |
| Clásico Sancarlino            | Central San Carlos          | Unión Progresista         |

## Historial
| Temporada (N°) | Torneo   | Campeón (N°)                               | Subcampeón                               |
| -------------- | -------- | ------------------------------------------ | ---------------------------------------- |
| 1932 (I)       | Liga     | Sportivo del Norte (1) Esperanza           | San Lorenzo Esperanza                    |
| 1933 (II)      | Liga     | Juventud (1) Esperanza                     | Libertad San Jerónimo Norte              |
| 1934 (III)     | Liga     | San Lorenzo (1) Esperanza                  | Central San Carlos San Carlos Centro     |
| 1935 (IV)      | Liga     | San Lorenzo (2) Esperanza                  | Bartolomé Mitre Esperanza                |
| 1936 (V)       | Liga     | Unión (1) Esperanza                        | San Lorenzo Esperanza                    |
| 1937 (VI)      | Liga     | Bartolomé Mitre (1) Esperanza              | Unión Esperanza                          |
| 1938 (VII)     | Liga     | Colón (1) San Justo                        | Bartolomé Mitre Esperanza                |
| 1939 (VIII)    | Liga     | Juventud (2) Esperanza                     | Sanjustino San Justo                     |
| 1940 (IX)      | Liga     | Bartolomé Mitre (2) Esperanza              | Juventud Esperanza                       |
| 1941 (X)       | Liga     | Juventud (3) Esperanza                     | Argentino San Carlos Centro              |
| 1942 (XI)      | Liga     | Juventud (4) Esperanza                     | Argentino San Carlos Centro              |
| 1943 (XII)     | Liga     | Juventud (5) Esperanza                     | Argentino San Carlos Centro              |
| 1944 (XIII)    | Liga     | Juventud (6) Esperanza                     | Bartolomé Mitre Esperanza                |
| 1945 (XIV)     | Liga     | Atlético Felicia (1) Felicia               | Juventud Esperanza                       |
| 1946 (XV)      | Liga     | Juventud (7) Esperanza                     | Atlético Felicia Felicia                 |
| 1947 (XVI)     | Liga     | Juventud (8) Esperanza                     | Sarmiento Humboldt                       |
| 1948 (XVII)    | Liga     | Juventud (9) Esperanza                     | Sarmiento Humboldt                       |
| 1949 (XVIII)   | Liga     | Sanjustino (1) San Justo                   | Juventud Esperanza                       |
| 1950 (XIX)     | Liga     | Juventud (10) Esperanza                    | Colón San Justo                          |
| 1951 (XX)      | Liga     | Colón (2) San Justo                        | San Lorenzo Esperanza                    |
| 1952 (XXI)     | Liga     | Colón (3) San Justo                        | Sarmiento Humboldt                       |
| 1953 (XXII)    | Liga     | Bartolomé Mitre (3) Esperanza              | Argentino San Carlos Centro              |
| 1954 (XXIII)   | Liga     | Central San Carlos (1) San Carlos Centro   | Juventud Esperanza                       |
| 1955 (XXIV)    | Liga     | Central San Carlos (2) San Carlos Centro   | San Lorenzo Esperanza                    |
| 1956 (XXV)     | Liga     | San Lorenzo (3) Esperanza                  | Central San Carlos San Carlos Centro     |
| 1957 (XXVI)    | Liga     | Central San Carlos (3) San Carlos Centro   | San Lorenzo Esperanza                    |
| 1958 (XXVII)   | Liga     | Central San Carlos (4) San Carlos Centro   | Sportivo del Norte Esperanza             |
| 1959 (XXVIII)  | Liga     | Central San Carlos (5) San Carlos Centro   | Libertad San Jerónimo Norte              |
| 1960 (XXIX)    | Liga     | Argentino (1) Franck                       | Libertad San Jerónimo Norte              |
| 1961 (XXX)     | Liga     | Libertad (1) San Jerónimo Norte            | Sportivo del Norte Esperanza             |
| 1962 (XXXI)    | Liga     | Argentino (2) Franck                       | Unión Esperanza                          |
| 1963 (XXXII)   | Liga     | Atlético Franck (1) Franck                 | San Lorenzo Esperanza                    |
| 1964 (XXXIII)  | Liga     | Juventud (11) Esperanza                    | Atlético Cavour Colonia Cavour           |
| 1965 (XXXIV)   | Liga     | Sarmiento (1) Humboldt                     | Libertad San Jerónimo Norte              |
| 1966 (XXXV)    | Liga     | Sarmiento (2) Humboldt                     | Juventud Esperanza                       |
| 1967 (XXXVI)   | Liga     | Juventud (12) Esperanza                    | Bartolomé Mitre Esperanza                |
| 1968 (XXXVII)  | Liga     | Sportivo del Norte (2) Esperanza           | Libertad San Jerónimo Norte              |
| 1969 (XXXVIII) | Liga     | Sportivo del Norte (3) Esperanza           | Atlético Pilar Pilar                     |
| 1970 (XXXIX)   | Liga     | Atlético Cavour (1) Colonia Cavour         | Juventud Esperanza                       |
| 1971 (XL)      | Liga     | Atlético Pilar (1) Pilar                   | Atlético Franck Franck                   |
| 1972 (XLI)     | Liga     | Sportivo del Norte (4) Esperanza           | Unión Esperanza                          |
| 1973 (XLII)    | Liga     | Bartolomé Mitre (4) Esperanza              | Atlético Pilar Pilar                     |
| 1974 (XLIII)   | Liga     | San Lorenzo (4) Esperanza                  | Sportivo del Norte Esperanza             |
| 1975 (XLIV)    | Liga     | Bartolomé Mitre (5) Esperanza              | Juventud Esperanza                       |
| 1976 (XLV)     | Liga     | No finalizó                                | No finalizó                              |
| 1977 (XLVI)    | Liga     | San Lorenzo (5) Esperanza                  | Bartolomé Mitre Esperanza                |
| 1978 (XLVII)   | Liga     | Sportivo del Norte (5) Esperanza           | Juventud Unida Felicia                   |
| 1979 (XLVIII)  | Liga     | Juventud Unida (1) Felicia                 | Sportivo del Norte Esperanza             |
| 1980 (XLIX)    | Liga     | Sportivo del Norte (6) Esperanza           | Libertad San Jerónimo Norte              |
| 1981 (L)       | Liga     | Atlético Felicia (2) Felicia               | Bartolomé Mitre Esperanza                |
| 1982 (LI)      | Liga     | Sportivo del Norte (7) Esperanza           | Central San Carlos San Carlos Centro     |
| 1983 (LII)     | Liga     | Sarmiento (3) Humboldt                     | Juventud Unida Humboldt                  |
| 1984 (LIII)    | Liga     | Bartolomé Mitre (6) Esperanza              | Unión Santo Domingo                      |
| 1985 (LIV)     | Liga     | Juventud Unida (1) Humboldt                | Juventud Esperanza                       |
| 1986 (LV)      | Liga     | Bartolomé Mitre (7) Esperanza              | Unión Santa María Norte                  |
| 1987 (LVI)     | Liga     | Bartolomé Mitre (8) Esperanza              | Libertad San Jerónimo Norte              |
| 1988 (LVII)    | Liga     | Sportivo del Norte (8) Esperanza           | Bartolomé Mitre Esperanza                |
| 1989 (LVIII)   | Liga     | Juventud (13) Esperanza                    | San Martín Llambi Campbell               |
| 1990 (LVIX)    | Liga     | Unión (2) Esperanza                        | Libertad San Jerónimo Norte              |
| 1991 (LX)      | Liga     | Sportivo del Norte (9) Esperanza           | Juventud Esperanza                       |
| 1992 (LXI)     | Liga     | Atlético Franck (2) Franck                 | Juventud Esperanza                       |
| 1993 (LXII)    | Liga     | Central San Carlos (6) San Carlos Centro   | Juventud Unida Humboldt                  |
| 1994 (LXIII)   | Liga     | Central San Carlos (7) San Carlos Centro   | Bartolomé Mitre Esperanza                |
| 1995 (LXIV)    | Liga     | San Lorenzo (6) Esperanza                  | Atlético Pilar Pilar                     |
| 1996 (LXV)     | Liga     | Libertad (2) San Jerónimo Norte            | Sarmiento Humboldt                       |
| 1997 (LXVI)    | Liga     | Argentino (3) Franck                       | Unión Esperanza                          |
| 1998 (LXVII)   | Liga     | Sarmiento (4) Humboldt                     | Libertad San Jerónimo Norte              |
| 1999 (LXVIII)  | Liga     | Central San Carlos (8) San Carlos Centro   | Atlético Pilar Pilar                     |
| 2000 (LXIX)    | Liga     | Libertad (3) San Jerónimo Norte            | Atlético Franck Franck                   |
| 2001 (LXX)     | Liga     | Atlético Franck (3) Franck                 | Libertad San Jerónimo Norte              |
| 2002 (LXXI)    | Liga     | Central San Carlos (9) San Carlos Centro   | Atlético Pilar Pilar                     |
| 2003 (LXXII)   | Liga     | Atlético Franck (4) Franck                 | Sarmiento Humboldt                       |
| 2004 (LXXIII)  | Liga     | Libertad (4) San Jerónimo Norte            | Atlético Franck Franck                   |
| 2005 (LXXIV)   | Liga     | Libertad (5) San Jerónimo Norte            | Unión Progresista San Carlos Sud         |
| 2006 (LXXV)    | Liga     | Unión Progresista (1) San Carlos Sud       | Libertad San Jerónimo Norte              |
| 2007 (LXXVI)   | Liga     | Unión Progresista (2) San Carlos Sud       | Libertad San Jerónimo Norte              |
| 2008 (LXXVII)  | Liga     | Libertad (6) San Jerónimo Norte            | Unión Progresista San Carlos Sud         |
| 2009 (LXXVIII) | Liga     | Libertad (7) San Jerónimo Norte            | Sarmiento Humboldt                       |
| 2010 (LXXIX)   | Liga     | Libertad (8) San Jerónimo Norte            | Central San Carlos San Carlos Centro     |
| 2011 (LXXX)    | Liga     | Libertad (9) San Jerónimo Norte            | Santa Clara Santa Clara de Buena Vista   |
| 2012 (LXXXI)   | Liga     | Atlético Franck (5) Franck                 | Sarmiento Humboldt                       |
| 2013 (LXXXII)  | Liga     | Atlético Pilar (2) Pilar                   | San Martín Progreso                      |
| 2014 (LXXXIII) | Liga     | Sarmiento (5) Humboldt                     | San Lorenzo Esperanza                    |
| 2015 (LXXXIV)  | Liga     | Sarmiento (6) Humboldt                     | Santa Clara Santa Clara de Buena Vista   |
| 2016 (LXXXV)   | Liga     | Atlético Pilar (3) Pilar                   | Argentino Franck                         |
| 2017 (LXXXVI)  | Liga     | Juventud (14) Esperanza                    | Unión Esperanza                          |
| 2018 (LXXXVII) | Liga     | Central San Carlos (10) San Carlos Centro  | Argentino Franck                         |
| 2019 (LXXXVII) | Liga     | Central San Carlos (11) San Carlos Centro  | Atlético Franck Franck                   |
| 2019 (LXXXVII) | Copa     | San Martín Progreso                        | Unión Santo Domingo                      |
| 2020 (LXXXIX)  | Liga     | Suspendidas por la pandemia de COVID-19.   | Suspendidas por la pandemia de COVID-19. |
| 2020 (LXXXIX)  | Copa     | Suspendidas por la pandemia de COVID-19.   | Suspendidas por la pandemia de COVID-19. |
| 2021 (XC)      | Apertura | Santa Clara (1) Santa Clara de Buena Vista | San Martín Progreso                      |
| 2021 (XC)      | Clausura | San Martín (1) Progreso                    | Bartolomé Mitre Esperanza                |
| 2021 (XC)      | Final    | San Martín (2) Progreso                    | Santa Clara Santa Clara de Buena Vista   |
| 2022 (XCI)     | Liga     | Central San Carlos (12) San Carlos Centro  | San Martín Progreso                      |
| 2023 (XCII)    | Apertura | Argentino (4) Franck                       | Central San Carlos San Carlos Centro     |
| 2023 (XCII)    | Clausura | Juventud (15) Esperanza                    | Central San Carlos San Carlos Centro     |
| 2024 (XCIII)   | Apertura | Central San Carlos (13) San Carlos Centro  | Alumni Laguna Paiva                      |
| 2024 (XCIII)   | Clausura | Alumni (1) Laguna Paiva                    | Argentino San Carlos Centro              |
| 2025 (XCIV)    | Apertura | Central San Carlos (14) San Carlos Centro  | San Lorenzo Esperanza                    |
| 2025 (XCIV)    | Clausura | Por disputarse.                            | Por disputarse.                          |

### Palmarés
| Equipo                        | Títulos | Subcampeón | Años campeón                                                                               | Años subcampeón                                                        |
| ----------------------------- | ------- | ---------- | ------------------------------------------------------------------------------------------ | ---------------------------------------------------------------------- |
| Juventud (Esperanza)          | 15      | 10         | 1933, 1939, 1941, 1942, 1943, 1944, 1946, 1947, 1948, 1950, 1964, 1967, 1989, 2017, C-2023 | 1940, 1945, 1949, 1954, 1966, 1970, 1975, 1985, 1991, 1992             |
| Central San Carlos            | 14      | 6          | 1954, 1955, 1957, 1958, 1959, 1993, 1994, 1999, 2002, 2018, 2019, 2022, A-2024, A-2025     | 1934, 1956, 1982, 2010, A-2023, C-2023                                 |
| Libertad (San Jerónimo Norte) | 9       | 12         | 1961, 1996, 2000, 2004, 2005, 2008, 2009, 2010, 2011                                       | 1933, 1959, 1960, 1965, 1968, 1980, 1987, 1990, 1998, 2001, 2006, 2007 |
| Sportivo del Norte            | 9       | 4          | 1932, 1968, 1969, 1972, 1978, 1980, 1982, 1988, 1991                                       | 1958, 1961, 1974, 1979                                                 |
| Bartolomé Mitre (Esperanza)   | 8       | 9          | 1937, 1940, 1953, 1973, 1975, 1984, 1986, 1987                                             | 1935, 1938, 1944, 1967, 1977, 1981, 1988, 1994, C-2021                 |
| San Lorenzo (Esperanza)       | 6       | 8          | 1934, 1935, 1956, 1974, 1977, 1995                                                         | 1932, 1936, 1951, 1955, 1957, 1963, 2014, A-2025                       |
| Sarmiento (Humboldt)          | 6       | 7          | 1965, 1966, 1983, 1998, 2014, 2015                                                         | 1947, 1948, 1952, 1996, 2003, 2009, 2012                               |
| Atlético Franck               | 5       | 4          | 1963, 1992, 2001, 2003, 2012                                                               | 1971, 2000, 2004, 2019                                                 |
| Argentino (Franck)            | 4       | 2          | 1960, 1962, 1997, A-2023                                                                   | 2016, 2018                                                             |
| Atlético Pilar                | 3       | 5          | 1971, 2013, 2016                                                                           | 1969, 1973, 1995, 1999, 2002                                           |
| Colón (San Justo)             | 3       | 1          | 1938, 1951, 1952                                                                           | 1950                                                                   |
| Unión (Esperanza)             | 2       | 5          | 1936, 1990                                                                                 | 1937, 1962, 1972, 1997, 2017                                           |
| San Martín (Progreso)         | 2       | 3          | C-2021, F-2021                                                                             | 2013, A-2021, 2022                                                     |
| Unión Progresista             | 2       | 2          | 2006, 2007                                                                                 | 2005, 2008                                                             |
| Atlético Felicia              | 2       | 1          | 1945, 1981                                                                                 | 1946                                                                   |
| Santa Clara                   | 1       | 3          | A-2021                                                                                     | 2011, 2015, F-2021                                                     |
| Juventud Unida (Humboldt)     | 1       | 2          | 1985                                                                                       | 1983, 1993                                                             |
| Alumni (Laguna Paiva)         | 1       | 1          | C-2024                                                                                     | A-2024                                                                 |
| Juventud Unida (Felicia)      | 1       | 1          | 1979                                                                                       | 1978                                                                   |
| Atlético Cavour               | 1       | 1          | 1970                                                                                       | 1964                                                                   |
| Sanjustino                    | 1       | 1          | 1949                                                                                       | 1939                                                                   |
| Argentino (San Carlos)        | -       | 5          |                                                                                            | 1941, 1942, 1943, 1953, C-2024                                         |
| San Martín (Llambi Campbell)  | -       | 1          |                                                                                            | 1989                                                                   |
| Unión (Santa María Norte)     | -       | 1          |                                                                                            | 1986                                                                   |
| Unión (Santo Domingo)         | -       | 1          |                                                                                            | 1984                                                                   |

### Títulos por localidad
| Localidad                  | Títulos | Subcampeón | Equipos campeones                                                                       |
| -------------------------- | ------- | ---------- | --------------------------------------------------------------------------------------- |
| Esperanza                  | 40      | 36         | Juventud (15), Sportivo del Norte (9), Bartolomé Mitre (8), San Lorenzo (6) y Unión (2) |
| San Carlos Centro          | 14      | 11         | Central San Carlos (14)                                                                 |
| San Jerónimo Norte         | 9       | 12         | Libertad (9)                                                                            |
| Franck                     | 9       | 6          | Atlético Franck (5) y Argentino (4)                                                     |
| Humboldt                   | 7       | 9          | Sarmiento (6) y Juventud Unida (1)                                                      |
| San Justo                  | 4       | 2          | Colón (3) y Sanjustino (1)                                                              |
| Pilar                      | 3       | 5          | Atlético Pilar (3)                                                                      |
| Felicia                    | 3       | 2          | Atlético Felicia (2) y Juventud Unida (1)                                               |
| Progreso                   | 2       | 3          | San Martín (2)                                                                          |
| San Carlos Sud             | 2       | 2          | Unión Progresista (2)                                                                   |
| Santa Clara de Buena Vista | 1       | 3          | Santa Clara (1)                                                                         |
| Laguna Paiva               | 1       | 1          | Alumni (1)                                                                              |
| Colonia Cavour             | 1       | 1          | Atlético Cavour (1)                                                                     |
| Llambi Campbell            | 0       | 1          |                                                                                         |
| Santa María Norte          | 0       | 1          |                                                                                         |
| Santo Domingo              | 0       | 1          |                                                                                         |

## Fútbol femenino

### Historial
| Temporada (N°) | Torneo   | Campeón (N°)                             | Subcampeón                           |
| -------------- | -------- | ---------------------------------------- | ------------------------------------ |
| 2019 (I)       | Apertura | Argentino (1) Franck                     | Sarmiento Humboldt                   |
| 2019 (I)       | Clausura | San Martín (1) Progreso                  | Defensores del Oeste Esperanza       |
| 2019 (I)       | Final    | San Martín (2) Progreso                  | Argentino Franck                     |
| 2021 (II)      | Liga     | San Martín (3) Progreso                  | Central San Carlos San Carlos Centro |
| 2022 (III)     | Apertura | San Martín (4) Progreso                  | Central San Carlos San Carlos Centro |
| 2022 (III)     | Clausura | Central San Carlos (1) San Carlos Centro | San Martín Progreso                  |
| 2023 (IV)      | Apertura | Argentino (1) San Carlos Centro          | Central San Carlos San Carlos Centro |
| 2023 (IV)      | Clausura | Argentino (2) San Carlos Centro          | Juventud Esperanza                   |
| 2024 (V)       | Apertura | Argentino (3) San Carlos Centro          | Juventud Esperanza                   |
| 2024 (V)       | Clausura | Juventud (1) Esperanza                   | Argentino San Carlos Centro          |
| 2025 (VI)      | Apertura | Central San Carlos (2) San Carlos Centro | Libertad San Jerónimo Norte          |
| 2025 (VI)      | Clausura | Por disputarse.                          | Por disputarse.                      |

### Palmarés
| Equipo                        | Títulos | Subcampeón | Años campeón                 | Años subcampeón      |
| ----------------------------- | ------- | ---------- | ---------------------------- | -------------------- |
| San Martín (Progreso)         | 4       | 1          | C-2019, F-2019, 2021, A-2022 | C-2022               |
| Argentino (San Carlos)        | 3       | 1          | A-2023, C-2023, A-2024       | C-2024               |
| Central San Carlos            | 2       | 3          | C-2022, A-2025               | 2021, A-2022, A-2023 |
| Juventud (Esperanza)          | 1       | 2          | C-2024                       | C-2023, A-2024       |
| Argentino (Franck)            | 1       | 1          | A-2019                       | F-2019               |
| Libertad (San Jerónimo Norte) | -       | 1          |                              | A-2025               |
| Defensores del Oeste          | -       | 1          |                              | C-2019               |
| Sarmiento (Humboldt)          | -       | 1          |                              | A-2019               |

### Títulos por localidad
| Localidad          | Títulos | Subcampeón | Equipos campeones                      |
| ------------------ | ------- | ---------- | -------------------------------------- |
| San Carlos Centro  | 5       | 4          | Argentino (3) y Central San Carlos (2) |
| Progreso           | 4       | 1          | San Martín (4)                         |
| Esperanza          | 1       | 3          | Juventud (1)                           |
| Franck             | 1       | 1          | Argentino (1)                          |
| San Jerónimo Norte | 0       | 1          |                                        |
| Humboldt           | 0       | 1          |                                        |

## Participaciones en torneos nacionales
| Año                                     | Equipo                        | Ronda                                | PJ | PG | PE | PP | GF | GC |
| --------------------------------------- | ----------------------------- | ------------------------------------ | -- | -- | -- | -- | -- | -- |
| Torneo Regional 1985                    | Sarmiento (Humboldt)          | Etapa regional                       | 6  | 1  | 3  | 2  | 5  | 6  |
| Torneo del Interior 1986-87             | Juventud Unida (Humboldt)     | Etapa provincial                     | 6  | 0  | 1  | 5  | 1  | 12 |
| Torneo del Interior 1987-88             | Bartolomé Mitre (Esperanza)   | Etapa provincial                     | 6  | 3  | 1  | 2  | 5  | 4  |
| Torneo del Interior 1988-89             | Sportivo del Norte            | Etapa provincial                     | 6  | 3  | 1  | 2  | 9  | 7  |
| Torneo del Interior 1989-90             | Sportivo del Norte            | Primera fase - Repechaje             | 4  | 1  | 1  | 2  | 3  | 10 |
| Torneo del Interior 1990-91             | Unión (Esperanza)             | Primera fase - Repechaje             | 4  | 1  | 1  | 2  | 2  | 7  |
| Torneo del Interior 1991-92             | Juventud (Esperanza)          | Tercera fase - Cuartos de final      | 12 | 3  | 4  | 5  | 15 | 20 |
| Torneo del Interior 1992-93             | Sportivo del Norte            | Segunda fase - Repechaje             | 10 | 7  | 1  | 2  | 12 | 7  |
| Torneo Argentino B 2000-01              | Bartolomé Mitre (Esperanza)   | Primera ronda - Primera etapa        | 6  | 1  | 0  | 5  | 6  | 18 |
| Torneo Argentino B 2001-02              | Libertad (San Jerónimo Norte) | Segunda ronda - Semifinales          | 6  | 3  | 1  | 2  | 16 | 15 |
| Torneo Argentino B 2001-02              | Bartolomé Mitre (Esperanza)   | Primera ronda - Primera etapa        | 4  | 0  | 1  | 3  | 0  | 9  |
| Torneo del Interior 2006                | Libertad (San Jerónimo Norte) | Etapa clasificatoria                 | 6  | 0  | 2  | 4  | 12 | 20 |
| Torneo del Interior 2007                | Libertad (San Jerónimo Norte) | Etapa final - Segunda fase           | 8  | 4  | 4  | 2  | 20 | 13 |
| Torneo del Interior 2008                | Unión Progresista             | Etapa clasificatoria                 | 6  | 2  | 2  | 2  | 9  | 12 |
| Torneo del Interior 2009                | Unión Progresista             | Etapa clasificatoria                 | 6  | 0  | 1  | 5  | 5  | 15 |
| Torneo del Interior 2010                | Atlético Pilar                | Etapa final - Tercera fase           | 10 | 4  | 1  | 5  | 13 | 15 |
| Torneo del Interior 2010                | Libertad (San Jerónimo Norte) | Etapa final - Segunda fase           | 8  | 6  | 0  | 2  | 15 | 5  |
| Torneo del Interior 2012                | Juventud (Esperanza)          | Etapa clasificatoria                 | 6  | 2  | 2  | 2  | 3  | 4  |
| Torneo del Interior 2013                | Unión (Esperanza)             | Etapa clasificatoria                 | 6  | 1  | 2  | 3  | 7  | 10 |
| Torneo del Interior 2013                | Atlético Pilar                | Etapa clasificatoria                 | 6  | 1  | 1  | 4  | 8  | 9  |
| Torneo del Interior 2014                | Libertad (San Jerónimo Norte) | Etapa final - Primera fase           | 8  | 3  | 3  | 2  | 8  | 10 |
| Torneo del Interior 2014                | Central San Carlos            | Etapa clasificatoria                 | 6  | 0  | 2  | 4  | 6  | 17 |
| Torneo Federal C 2015                   | Argentino (Franck)            | Etapa final - Cuarta fase            | 12 | 9  | 2  | 3  | 31 | 20 |
| Torneo Federal C 2015                   | Unión (Esperanza)             | Etapa clasificatoria                 | 6  | 2  | 1  | 3  | 7  | 9  |
| Torneo Federal C 2016                   | Argentino (Franck)            | Etapa final - Cuarta fase            | 14 | 6  | 6  | 2  | 22 | 12 |
| Torneo Federal C 2016                   | San Lorenzo (Esperanza)       | Etapa clasificatoria                 | 6  | 1  | 0  | 5  | 4  | 13 |
| Torneo Federal C 2018                   | Argentino (Franck)            | Etapa final - Segunda fase           | 6  | 3  | 0  | 3  | 7  | 9  |
| Torneo Federal C 2018                   | Atlético Pilar                | Etapa clasificatoria                 | 4  | 1  | 0  | 3  | 4  | 6  |
| Torneo Regional Federal Amateur 2022-23 | Juventud (Esperanza)          | Etapa clasificatoria - Primera ronda | 6  | 2  | 2  | 2  | 5  | 4  |
| Torneo Regional Federal Amateur 2022-23 | Santa Clara                   | Etapa clasificatoria - Primera ronda | 6  | 0  | 0  | 6  | 0  | 15 |
| Torneo Regional Federal Amateur 2023-24 | Juventud (Esperanza)          | Etapa clasificatoria - Segunda ronda | 8  | 3  | 4  | 1  | 17 | 5  |
| Torneo Regional Federal Amateur 2023-24 | Argentino (Franck)            | Etapa clasificatoria - Primera ronda | 6  | 1  | 3  | 2  | 6  | 12 |
| Torneo Regional Federal Amateur 2024-25 | Central San Carlos            | Etapa clasificatoria - Segunda ronda | 8  | 3  | 3  | 2  | 9  | 8  |
| Torneo Regional Federal Amateur 2024-25 | Juventud (Esperanza)          | Etapa clasificatoria - Primera ronda | 6  | 1  | 0  | 5  | 7  | 11 |

## Participaciones en Copa Santa Fe
| Año                | Equipo                        | Ronda            | PJ | PG | PE | PP | GF | GC |
| ------------------ | ----------------------------- | ---------------- | -- | -- | -- | -- | -- | -- |
| Copa Santa Fe 2016 | Sarmiento (Humboldt)          | Octavos de final | 5  | 3  | 0  | 2  | 16 | 12 |
| Copa Santa Fe 2017 | Defensores del Oeste          | Tercera etapa    | 4  | 1  | 0  | 3  | 11 | 13 |
| Copa Santa Fe 2017 | Argentino (Franck)            | Segunda etapa    | 4  | 2  | 0  | 2  | 9  | 8  |
| Copa Santa Fe 2017 | Atlético Pilar                | Primera etapa    | 2  | 1  | 0  | 1  | 3  | 5  |
| Copa Santa Fe 2018 | Defensores del Oeste          | Octavos de final | 5  | 2  | 2  | 1  | 6  | 5  |
| Copa Santa Fe 2018 | Unión (Esperanza)             | Segunda etapa    | 4  | 2  | 2  | 0  | 8  | 3  |
| Copa Santa Fe 2018 | Juventud (Esperanza)          | Primera etapa    | 2  | 0  | 0  | 2  | 0  | 5  |
| Copa Santa Fe 2019 | Central San Carlos            | Tercera etapa    | 6  | 4  | 2  | 0  | 18 | 5  |
| Copa Santa Fe 2019 | Argentino (Franck)            | Primera etapa    | 2  | 0  | 0  | 2  | 1  | 7  |
| Copa Santa Fe 2022 | San Martín (Progreso)         | Tercera etapa    | 6  | 2  | 1  | 3  | 5  | 7  |
| Copa Santa Fe 2022 | Juventud Unida (Humboldt)     | Segunda etapa    | 2  | 1  | 0  | 1  | 1  | 2  |
| Copa Santa Fe 2022 | Central San Carlos            | Primera etapa    | 2  | 0  | 1  | 1  | 2  | 3  |
| Copa Santa Fe 2023 | Juventud (Esperanza)          | Octavos de final | 3  | 2  | 1  | 0  | 10 | 5  |
| Copa Santa Fe 2023 | Central San Carlos            | Tercera etapa    | 6  | 3  | 0  | 3  | 7  | 5  |
| Copa Santa Fe 2023 | San Martín (Progreso)         | Primera etapa    | 2  | 1  | 0  | 1  | 1  | 13 |
| Copa Santa Fe 2024 | Juventud (Esperanza)          | Campeón          | 11 | 5  | 6  | 0  | 19 | 9  |
| Copa Santa Fe 2024 | Libertad (San Jerónimo Norte) | Tercera etapa    | 4  | 1  | 2  | 1  | 5  | 4  |
| Copa Santa Fe 2024 | Tiro Federal (Felicia)        | Segunda etapa    | 2  | 0  | 0  | 2  | 0  | 3  |
| Copa Santa Fe 2024 | Argentino (Franck)            | Primera etapa    | 2  | 0  | 0  | 2  | 0  | 3  |
| Copa Santa Fe 2025 | Central San Carlos            | Octavos de final | 7  | 2  | 4  | 1  | 6  | 4  |
| Copa Santa Fe 2025 | Alumni (Laguna Paiva)         | Tercera etapa    | 6  | 3  | 0  | 3  | 6  | 7  |
| Copa Santa Fe 2025 | Juventud (Esperanza)          | Tercera etapa    | 2  | 0  | 1  | 1  | 0  | 1  |
| Copa Santa Fe 2025 | Domingo F. Sarmiento          | Segunda etapa    | 2  | 0  | 1  | 1  | 2  | 3  |
| Copa Santa Fe 2025 | Argentino (San Carlos)        | Segunda etapa    | 2  | 0  | 1  | 1  | 3  | 5  |